# Carlos Alvarado Villalobos
Carlos Alvarado Villalobos   (Santa Bárbara, 19 de desembre de 1927 - 27 de juliol de 2024) fou un futbolista costa-riqueny de la dècada de 1950.
Pel que fa a clubs, destacà a Alajuelense, América i América de Cali.
Fou 25 cops internacional amb la selecció de Costa Rica.